# Igor Zakurdajew
Igor Walerjewicz Zakurdajew (ros. Игорь Валерьевич Закурдаев; ur. 8 stycznia 1987 w Leninogorsku) – kazachski narciarz alpejski.

## Osiągnięcia

### Zimowe igrzyska olimpijskie
- Vancouver 2010 – 33. (superkombinacja), 43. (supergigant), 50. (zjazd), 51. (slalom gigant)
- Soczi 2014 – 26. (superkombinacja), 33. (zjazd), 44. (supergigant)

### Mistrzostwa świata
- Val d’Isère 2009 – 34. (slalom), 46. (supergigant), DNF (slalom gigant)
- Ga-Pa 2011 – 35. (slalom gigant), 42. (zjazd)
- Schladming 2013 – 35. (zjazd), 54. (supergigant), DNF (superkombinacja)